# Gari (gastronomia)
Il gari (ガリ?) è un particolare tipo di tsukemono, sottaceto tipico della cucina giapponese.
Il Gari, noto anche come zenzero in salamoia, è un condimento tradizionale molto comune nella cucina giapponese, in particolare quando si consumano sushi e sashimi.
L'abbinamento del Gari con la cucina giapponese può contribuire ad arricchire l'esperienza culinaria. Ecco alcuni suggerimenti sull'abbinamento del Gari con piatti giapponesi:
1. Sushi e sashimi: Il Gari viene tradizionalmente servito con sushi e sashimi per pulire il palato tra un boccone e l'altro. Il suo sapore rinfrescante e leggermente pungente aiuta a eliminare i sapori residui e prepara il palato per il prossimo morso.
2. Tempura: Il Gari può essere utilizzato anche con i piatti di tempura. La sua acidità e freschezza contrastano bene con la frittura croccante e l'olio dei pezzi di tempura, creando un equilibrio di sapori.
3. Udon e soba: Le zuppe di udon e soba, due tipi di noodles giapponesi, possono essere accompagnate da una porzione di Gari. Il suo sapore acido e leggermente dolce può aggiungere un tocco di freschezza al piatto.
4. Piatti di pesce marinato: Il Gari può essere servito anche con piatti di pesce marinato, come il tataki di tonno o il pesce marinato in salsa di soia. La sua acidità aiuta a bilanciare la ricchezza e l'intensità dei sapori marinati.
5. Piatti di carne: Anche se meno comune, il Gari può essere sperimentato con alcuni piatti di carne giapponesi. Ad esempio, può essere servito con il gyūdon (riso con carne di manzo), donburi o altri piatti di carne dolcestra.

In generale, il Gari può essere utilizzato come condimento per una varietà di piatti giapponesi al fine di apportare un tocco di freschezza e contrasto di sapori. Tuttavia, l'uso del Gari rimane una questione di preferenza personale, quindi ti invito a sperimentare e trovare l'abbinamento che più ti piace.

## Preparazione
Si taglia a fette sottili lo zenzero o il daikon e poi viene marinato in una soluzione di aceto, acqua e zucchero. Si accompagna a sushi e sashimi.
Non deve essere confuso con il beni shoga.